# 若狹彥神社
若狹彥神社（わかさひこじんじゃ）是位在日本福井縣小濱市的神社。由上社、下社等二社組成，上社稱作若狹彥神社，下社稱作若狹姬神社（わかさひめじんじゃ）。為式內社（名神大社）、若狹國一宮、舊社格為國幣中社（現神社本廳的別表神社）。

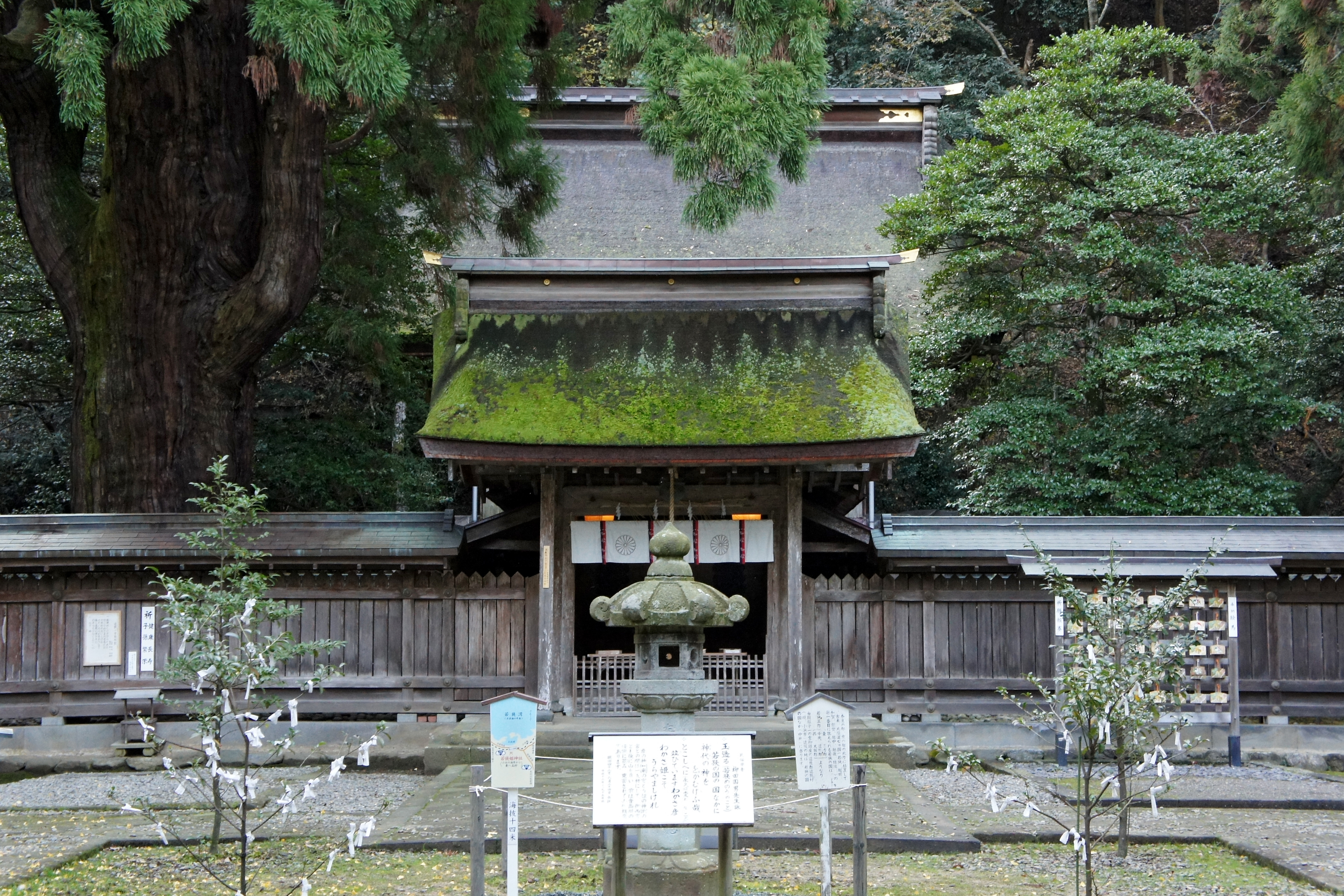
若狹姬神社

## 關連項目
- 若狹神宮寺

## 外部連結
- （日語）若狭一の宮